# Jägerkaserne (Bischofswiesen)
Die Jägerkaserne ist eine Kaserne der Bundeswehr im Bischofswiesener Ortsteil Strub in Bayern. Sie wurde ab 1937 erbaut und erhielt am 17. Juni 1967 den Namen „Jägerkaserne“. Die Kaserne befindet sich an der Gebirgsjägerstraße.

## Geschichte
Mit dem Bau der „schönste[n] Kaserne am schönsten Platz des Reiches“ wurde nach den Plänen des Münchner Architekten Bruno Biehler im September 1937 begonnen. Die benötigten Grundstücke für das Kasernenareal wurden enteignet. Am 11. November 1938 bezog das II. Bataillon des Gebirgsjägerregiments 100 die Kaserne. Am 4. Mai 1945 besetzten französische und US-amerikanische Truppen die Kaserne. Anschließend diente sie zur Unterbringung von Displaced Persons. 
Am 2. Juli 1957 rückten, unter Anwesenheit des damaligen Bundesministers der Verteidigung Franz Josef Strauß, die ersten Einheiten des neu aufgestellten Gebirgsjägerbataillons 38 (ab März 1959 umbenannt in Gebirgsjägerbataillon 232) in die Kaserne ein. Am 2. Dezember 1958 wurde der Standortübungsplatz „Sillberg“ mit einer Lehrübung eröffnet. Ein Teil der Kaserne wurde bis in die 1990er-Jahre durch die US-Streitkräfte genutzt. 
Die stationierten Gebirgsjäger waren an zahlreichen Auslandseinsätzen wie Somalia, Balkan und Afghanistan beteiligt, ebenso bei regionalen und überregionalen Katastropheneinsätzen. Ein Großteil der erfolgreichsten deutschen Wintersportler sind oder waren in der Kaserne stationiert und werden dort von der Sportfördergruppe trainiert.
Während der Rettungsaktion in der Riesending-Schachthöhle im Juni 2014 wurde das Lager für die Einsatzkräfte und der Hubschrauberlandeplatz auf dem Kasernengelände eingerichtet.

## Dienststellen
- Gebirgsjägerbataillon 232
- Sportfördergruppe der Bundeswehr Bischofswiesen
- Sanitätsversorgungszentrum Bischofswiesen
- weitere kleine Dienststellen